# 제3자의 직접청구권
제3자의 직접청구권이란 제3자가 피보험자가 책임을 질 사고로 입은 손해에 대하여 보험금액의 한도 내에서 보험자에게 직접 보상을 청구할 수 있는 제도를 말한다. 책임보험의 피해자구제기능을 반영한 제도로 볼 수 있다.

## 예
책임보험계약이 체결된 자동차운전자의 과실로 제3자가 교통사고를 당한 경우에 제3자는 책임보험자에 대하여 직접 보상을 청구할 수 있는 것이다.

## 법적 성질
직접청구권을 보험자에 대한 손해배상청구권으로 보는 견해에서 피해자와 보험자간에는 보험계약관계가 없으므로 이를 보험금청구권으로 볼 수는 없고 다만 보험자가 피보험자의 손해배상채무를 중첩적으로 인수한 결과 인정되는 손해배상청구권으로 보아야 하며 특히 직접청구권은 피해자의 보호를 위해 인정되는 것인데 그 법적 성질을 보험금청구권으로 보아 가해자에 대한 권리의 소멸시효보다 오히려 시효기간을 짧게 하는 것은 직접청구권의 의미를 반감시키는 결과가 된다고 한다.